# A 44-Calibre Mystery
A 44-Calibre Mystery er en amerikansk stumfilm fra 1917 af Fred Kelsey.

## Medvirkende
- Harry Carey som Cheyenne Harry.
- Claire Du Brey som Kitty Flanders.
- Hoot Gibson.
- Frank MacQuarrie.
- Vester Pegg.